# Kingston (Massachusetts)
Kingston é uma vila localizada no condado de Plymouth no estado estadounidense de Massachusetts. No Censo de 2010 tinha uma população de 12.629 habitantes e uma densidade populacional de 237,76 pessoas por km².

## Geografia
Kingston encontra-se localizado nas coordenadas 41° 59′ 14″ N, 70° 44′ 31″ O. Segundo o Departamento do Censo dos Estados Unidos, Kingston tem uma superfície total de 53.12 km², da qual 48.32 km² correspondem a terra firme e (9.03%) 4.79 km² é água.

## Demografia
Segundo o censo de 2010, tinha 12.629 pessoas residindo em Kingston. A densidade populacional era de 237,76 hab./km². Dos 12.629 habitantes, Kingston estava composto por 96.1% brancos, 1.05% afroamericanos, 0.11%  amerindios, 0.92% asiáticos, 0.01% insulares do Pacífico, 0.52% eram de outras raças e 1.28% pertenciam a duas ou mais raças. Do total da população, 1.11% eram hispanos ou latinos de qualquer raça.